# Baltisch Schild

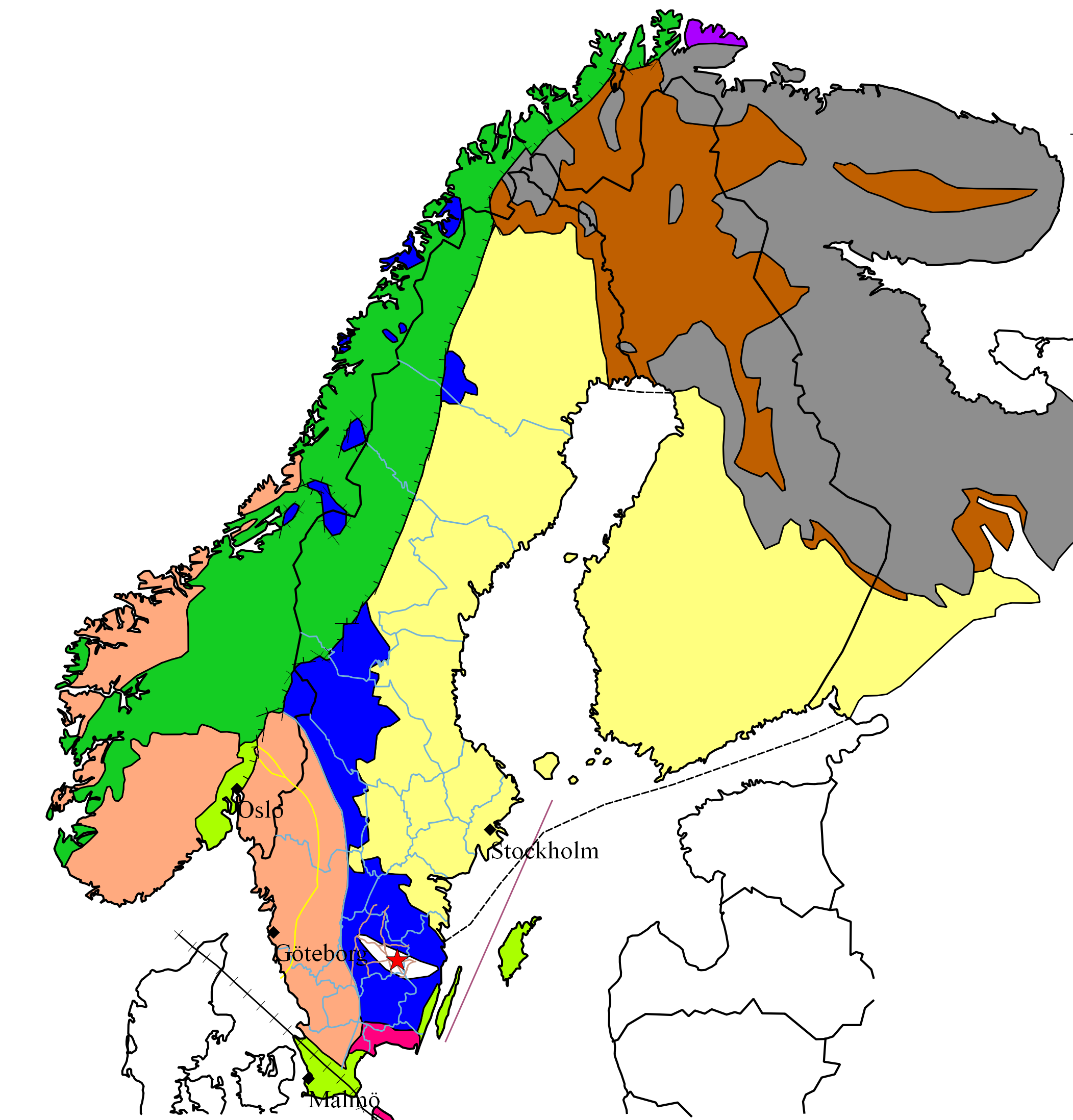
Het Baltisch Schild

 Het Baltisch Schild of Fennoscandisch Schild is een schild, een gebied waar kristallijn gesteente van hoge ouderdom (Archeïsch en Proterozoïsch) aan het aardoppervlak komt. Het Baltisch Schild bevat vrijwel heel Scandinavië, Finland en aangrenzende delen van Rusland, en valt dus ongeveer samen met de Fennoscandië. 
De oude gesteenten van het Baltisch Schild zijn onderdeel van het Oost-Europees Kraton, dat ook in het Oekraïens Schild verder in het zuiden aan het oppervlak ligt. Voor de Caledonische orogenese (450-390 Ma) vormde dit kraton het paleocontinent Baltica, daarna werd het stapsgewijs samengevoegd met andere stukken korst. Tegenwoordig vormt het kraton een deel van de Europese plaat.